# (328) Gudrun
(328) Gudrun – planetoida z pasa głównego asteroid okrążająca Słońce w ciągu 5 lat i 176 dni w średniej odległości 3,11 j.a. Została odkryta 18 marca 1892 roku w Landessternwarte Heidelberg-Königstuhl w Heidelbergu przez Maxa Wolfa. Nazwa planetoidy pochodzi od Gudrun, żony Zygfryda w mitologii nordyckiej.